# Арабкир (район Еревана)
Арабкир — административный район Еревана, который является одним из крупных и благополучных районов в северной части города. Район был основан 29 ноября 1925 года. С 25 марта 2022 года главой административного района Арабкир является Арам Азатян.

## Учредительное решение

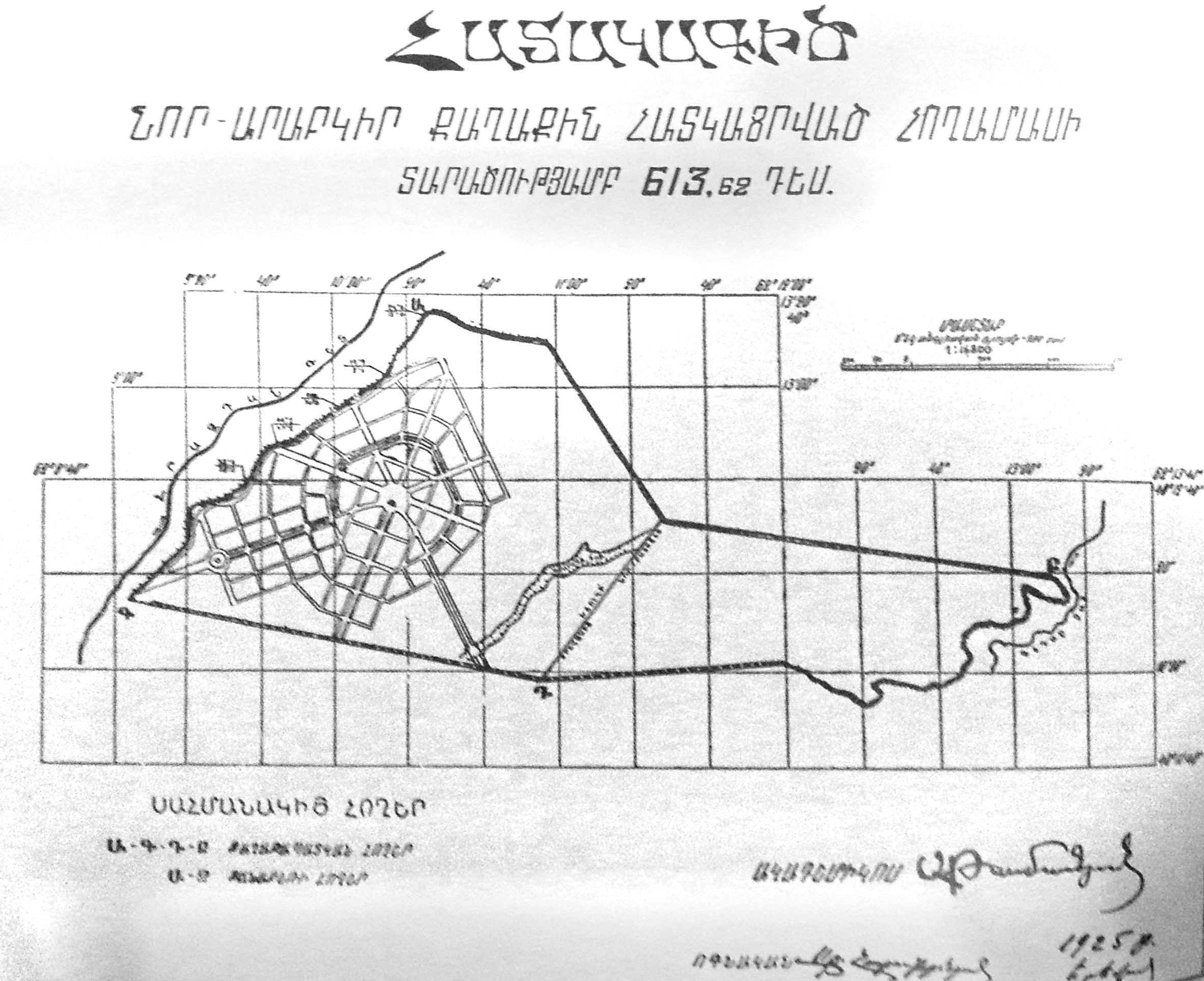
Генеральный план Нового Арабкира. Автор: Александр Таманян

Район Новый Арабкир строится в результате соглашения, подписанного между Ереванским горисполкомом и «Союзом американо-армян Арабкира». Согласно этому соглашению, решено построить новый район в районе между реками Гетар и Раздан, около 610 десятин, из которых 210 десятин должны были быть использованы для строительства жилых домов, а 400 десятин — для вспомогательных занятий, лесоводства, садоводства и др. Место было выбрано по ряду причин: здесь проходил трубопровод, идущий от источника Сорок, который питал Ереван. Средняя высота составляет 1200 метров над уровнем моря и воздух чище. Реки Гетар и Раздан впадали с востока и запада в Арабкир.

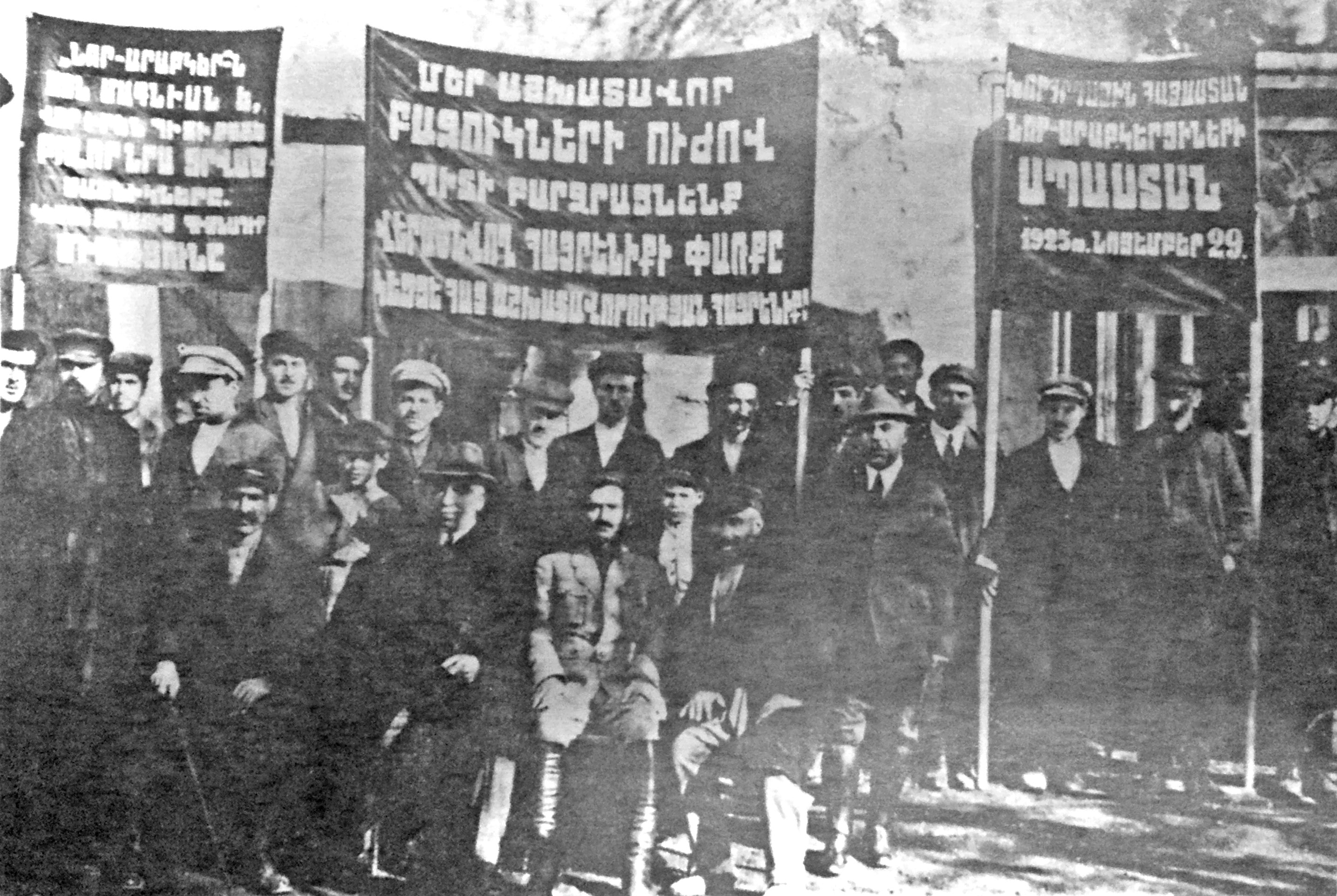
Церемония основания Нор Арабкира

Район основан 29 ноября 1925 года. В церемонии инаугурации приняли участие заместитель председателя Закавказского народного совета Саргис Лукашин, секретарь Центрального исполнительного комитета Грузии Тодрия, секретарь Ереванского горисполкома А. Костанян, председатель Центрального исполнительного комитета Армении А. Каринян, зарубежный представитель Комитета помощи Армении Э. Карикян, председатель Народного Совета С. Амбарцумян, и др.

## Генеалогия
Название происходит от названия области Малатия, провинции Арабкир Западной Армении, где в начале 20 века до геноцида проживало 18 382 человека. Некоторые из оставшихся в живых мигрировали в Армению из разных уголков, а некоторые из них осели за границей в память о своем родном Арабкире и сформировали Патриотические или Восстановительные союзы. Благодаря самоотверженному труду и поддержке жителей Арабкира, Арабкир преобразился. Здесь было построено много домов, созданы обсаженные деревьями улицы и родники. В Арабкире были созданы небольшие фабрики, такие как: деревообрабатывающие, швейные, обувные и другие предприятия. Но позже, когда границы Еревана расширились, в город вошёл Арабкир. Он рос, совершенствовался, преобразовывался и стал одним из самых густонаселённых районов Еревана.

## Демография
Арабкир — один из самых густонаселённых административных районов Еревана. По переписи 2011 года в области проживает 117 704 человека (11,1 % населения Еревана). По официальным данным 2017 г., население района составляет 117 704 человека (6-е место в административных районах Еревана). В 2018 году в Арабкире была открыта Церковь Святого Креста Арабкира. Ещё одна известная церковь, известная как Святые Переводчики, должна открыться в 2020 году.
В Арабкире есть небольшая община молокан. Большинство молоканских семей переселились из северных районов Армении в Ереван, в основном в Арабкир.

## Культура

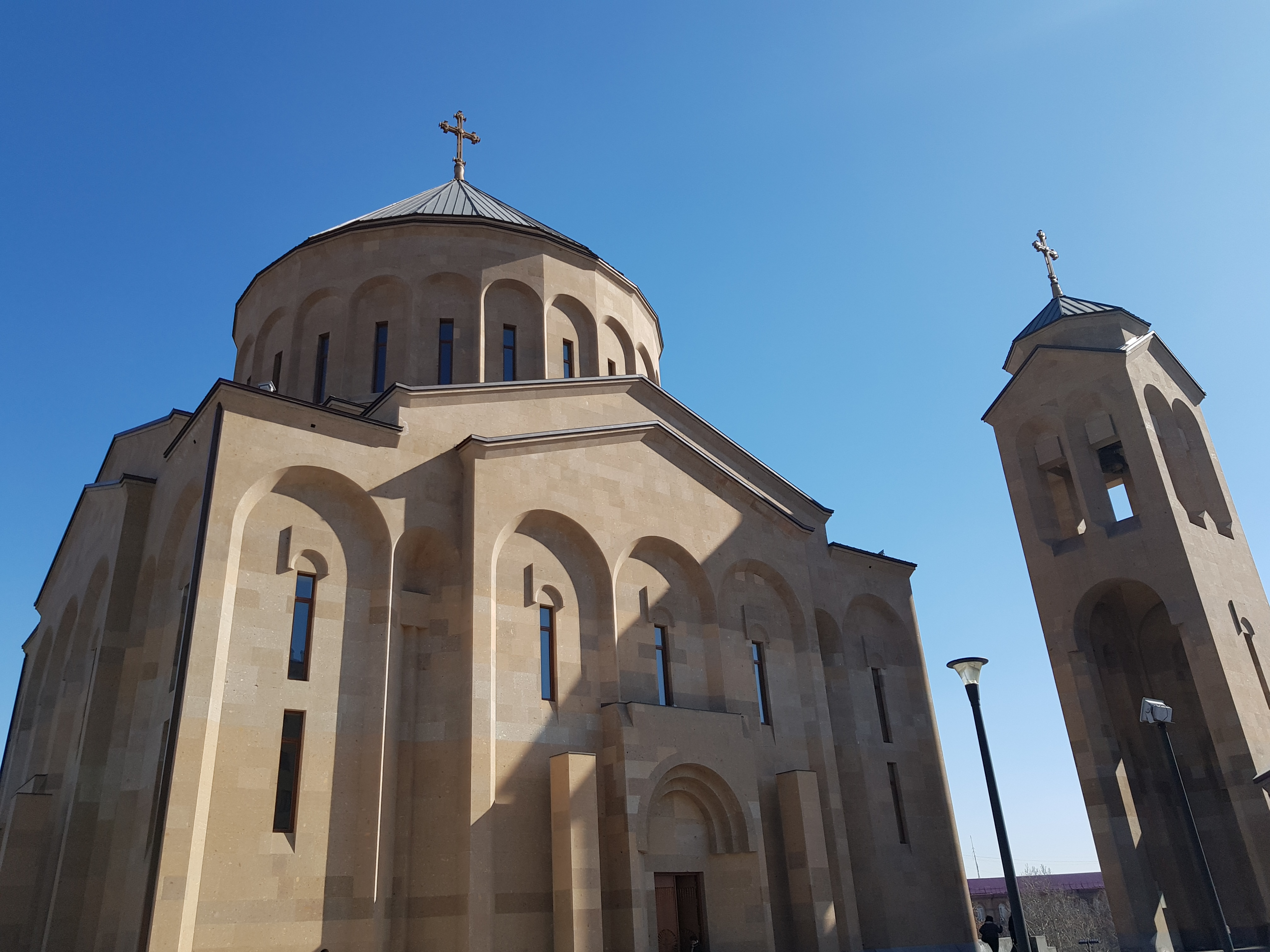
Церковь Святого Креста в Арабкире

В Арабкире много публичных библиотек, в том числе Базовая научная библиотека НАН РА, открытая в 1943 г., библиотека № 5 (открыта в 1950 г.), Национальный центр инноваций (открыта в 1963 г.), библиотека № 6 (открыта в 1976 г.), Филиал № 29 Центральной библиотеки им. Аветика Исаакяна (открыта в 1951 г.), детские № 33 (открыта в 1947 г.) + и № 36 (1958 г․) библиотеки.
Музыкальная школа имени Константина Сараджяна и Музыкальная школа имени Алексея Экимяна действуют с 1952 г. и с 1982 г.

### Музеи
- Геологический музей Ованеса Карапетяна (1937 г.)
- Музей истории медицины Армении (1978 ․)
- Музей Галенца (2010)
- Интерактивный научный музей Маленького Эйнштейна (2016)

## Транспорт

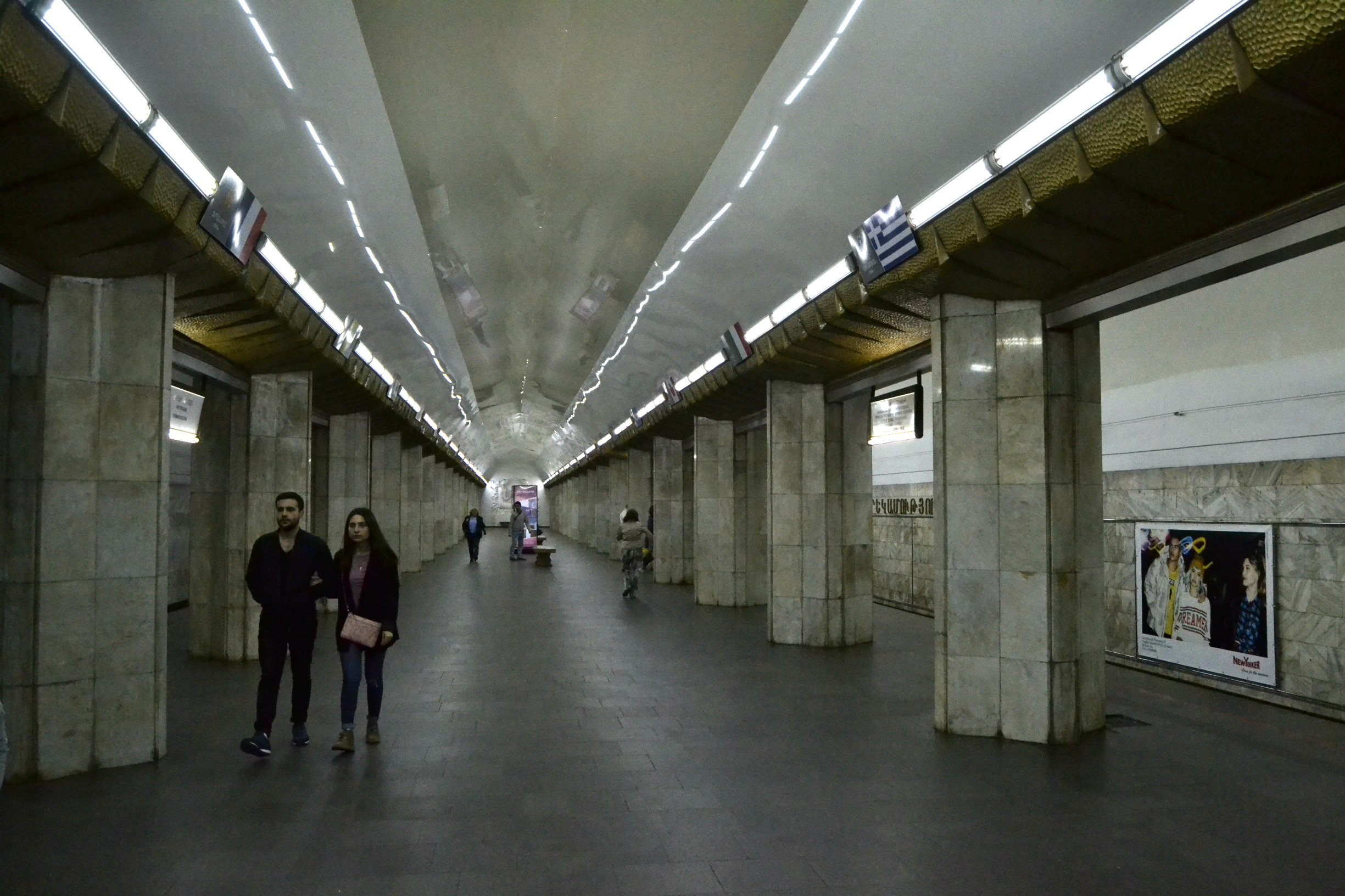
Станция Метро Дружба

Арабкир в основном связан с другими районами проспектом Комитаса, улицей Киевян, метро Дружба и т. д. Основными видами транспорта в районе Арабкир являются троллейбусы, автобусы и метро. Станция метро «Дружба» находится в Арабкире.
По состоянию на 2006 год в районе было:
- 40 га улиц и дорог
- 553 га строений, площадей и дворов
- 385 га других территорий

## Хозяйство

### Промышленность
В настоящее время Арабкир является торговым центром Еревана. Однако в советское время на севере района открылось множество крупных промышленных предприятий, образовав довольно крупный промышленный район. В 1936 г. в районе была открыта Севан-Разданская Каскадная Канакерская ГЭС. Завод алюминиевых клеев (с 2000 года известный как «Русал Арменал») был открыт в 1950 году. Позднее в 1964 г. В 1966 году был открыт «Эребаз» автомобильный завод, а в 1966 году — Ереванский ламповый завод (с 2000 года известный как «Большой день»). В 1967 г. открылась пекарня Урарту.

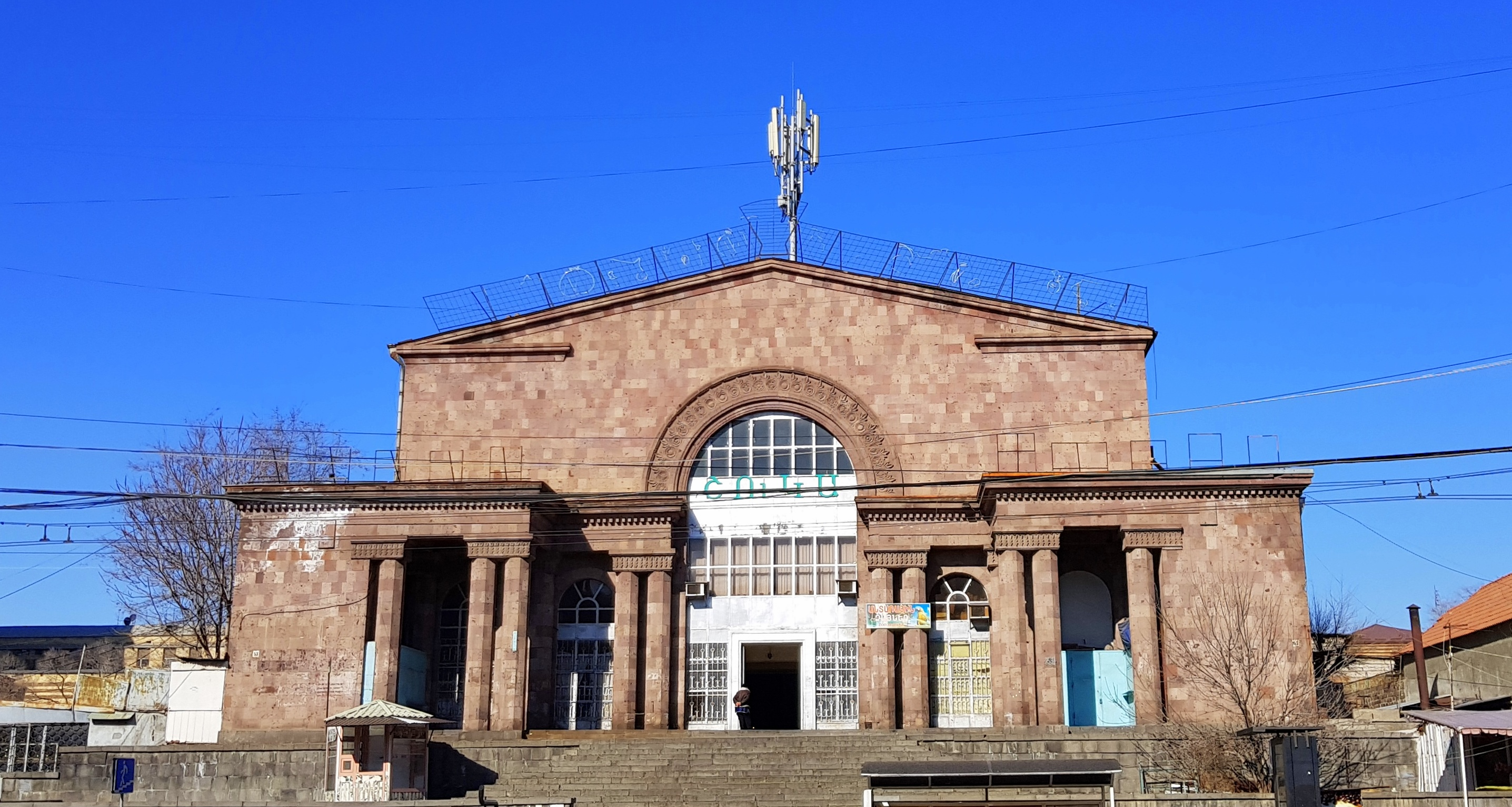
Рынок Комитас. Архитектор: Григор Агабабян (1960-е)

После обретения независимости в Арабкире было открыто много новых предприятий, например, в 2000 году. Маслозавод «Эльнор», 2002 г., обувная фабрика «РАССИ», 2008 г., лимонадный завод «САПИРОНИ», 2009 г., завод по производству крыш «Голдшин».

### Услуги
В Арабкире есть крупные торговые центры и торговые центры. Проспект Комитаса и на его пересечениях расположено большое количество розничных магазинов. Гипермаркет «Ереван Сити» — крупнейший торговый центр в регионе. Торгово-развлекательный центр «Рио Молл» расположен в Арабкире, выставочный центр «Ереван Экспо» расположен в Мергелянском центре Арабкира.
В районе также много медицинских центров, таких как: Детский медицинский центр Арабкира, Институт Сергея Микаеляна, Объединенный медицинский центр Арабкира, Медицинский центр Славмед, Российский военный госпиталь и др.

## Образование

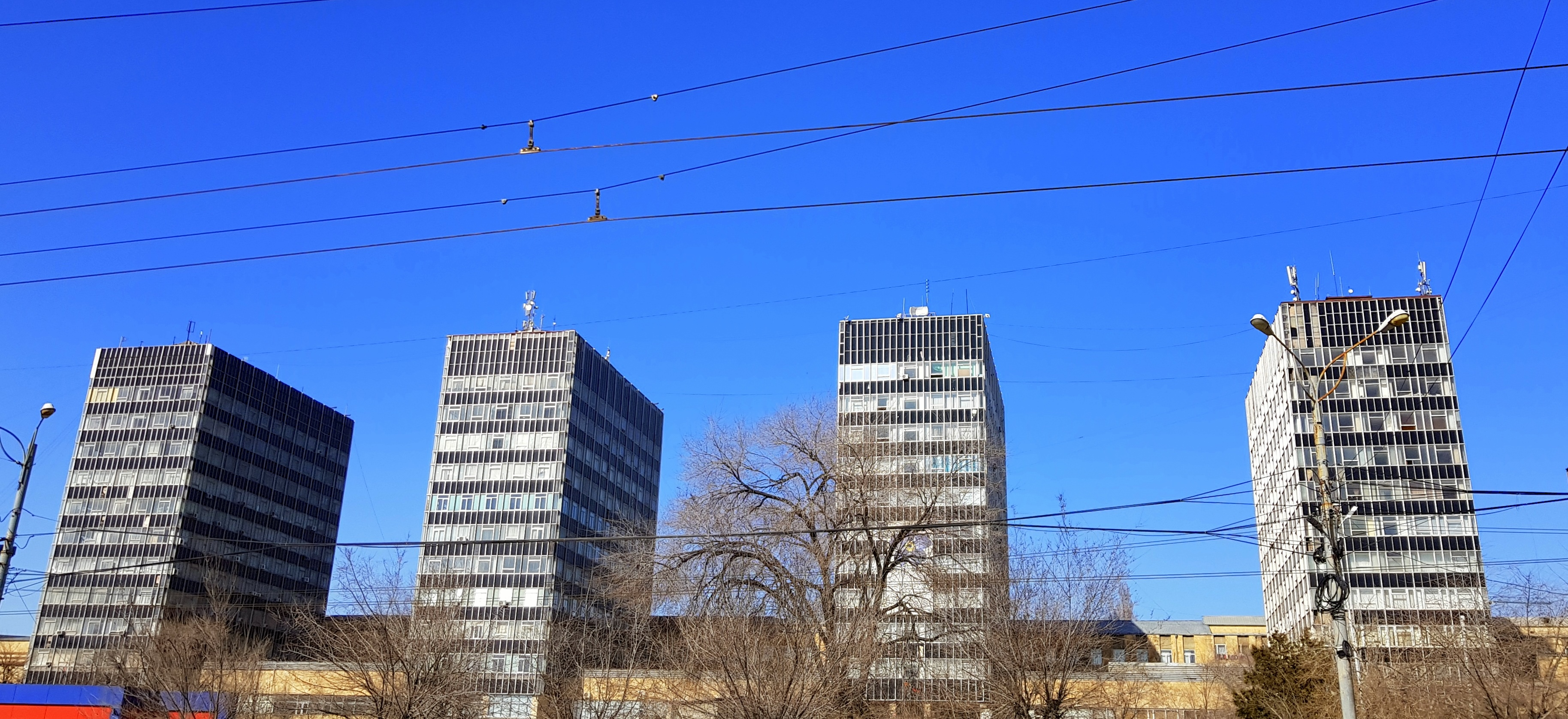
Здания Научно-исследовательского института. Архитектор: Варужан Саакян (1973—1983)

По состоянию на 2016-17 гг. в районе 21 общеобразовательная школа, а также 6 частных школ, в том числе школа «Айб». В районе 2 профессиональных училища.
В районе много высших учебных заведений, в том числе:
- Американский университет Армении
- Российско-армянский (Славянский) университет
- Ереванский университет управления
- Ереванский институт компьютерных исследований,
- Ереванский государственный гуманитарный колледж, правопреемник структуры, основанной в 1881 году[7]

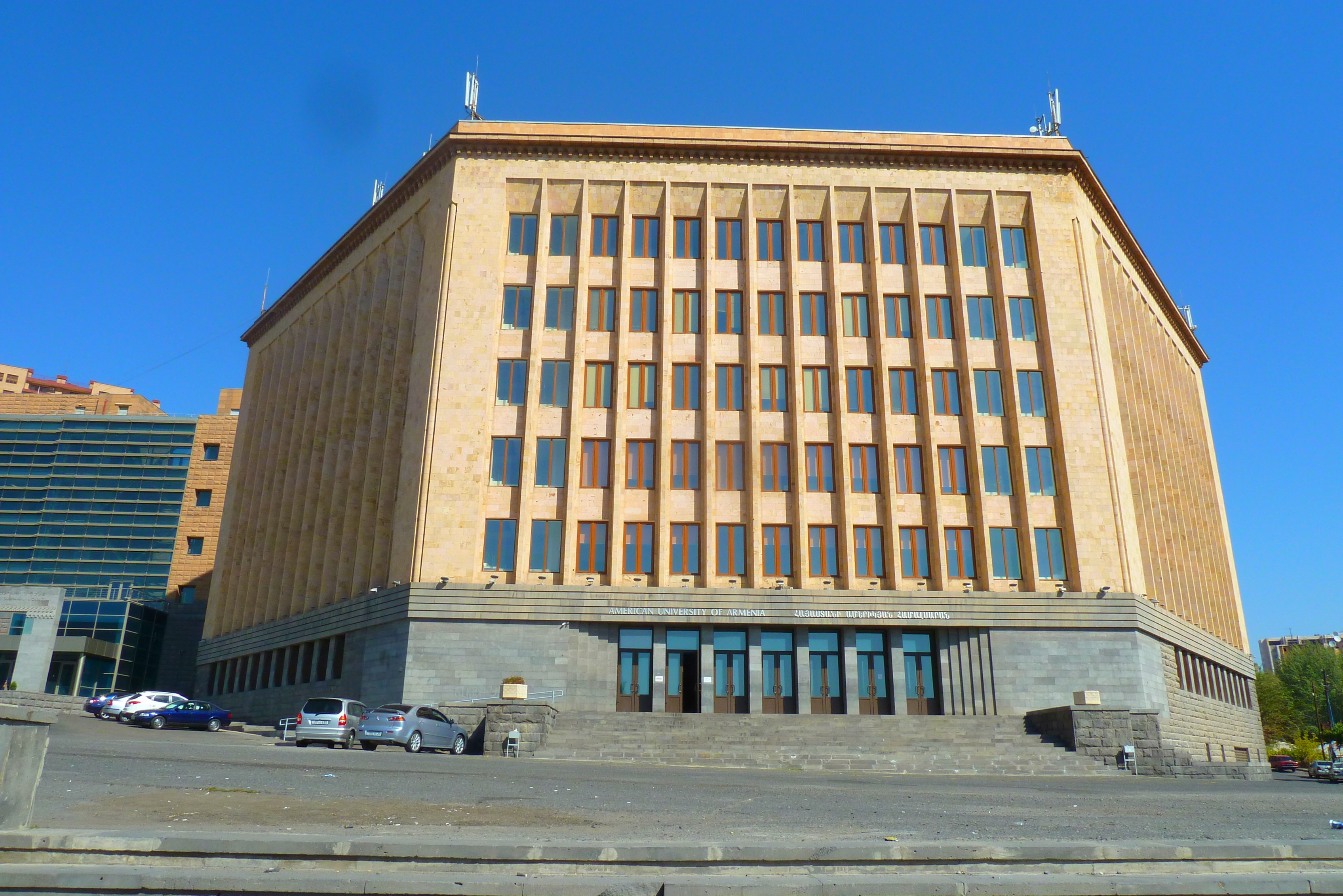
Американский университет Армении
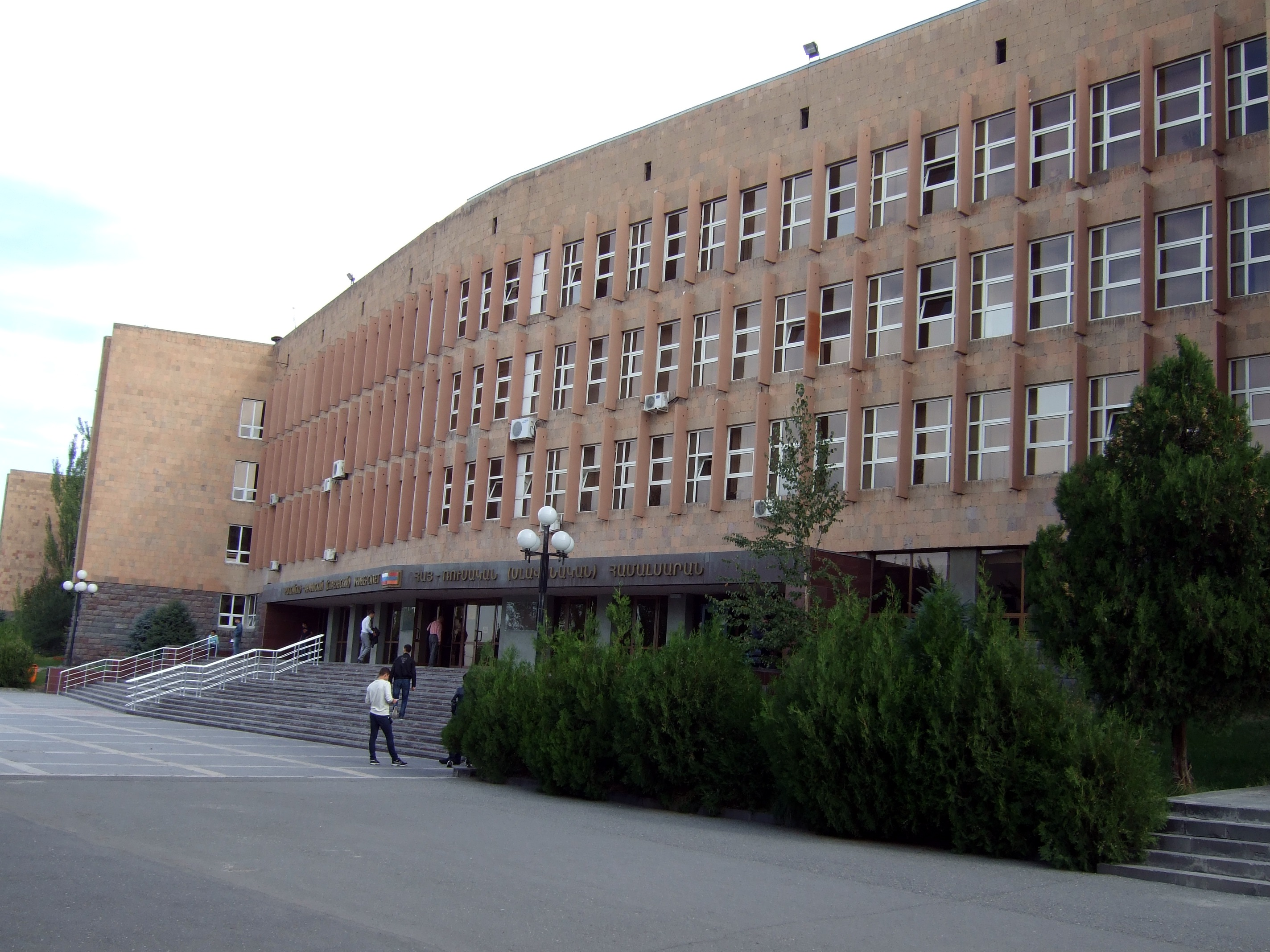
Российско-армянский университет

## Спорт
В Арабкире расположены следующие спортивные школы:
- Детско-юношеская спортивная школа Арабкира, открытая в 1954 году, специализируется на баскетболе, волейболе, футболе и шахматах.
- Детско-юношеская комплексная спортивная школа Арабкира, открытая в 1970 году, специализируется на спортивной гимнастике, баскетболе, футболе, волейболе, боксе, настольном теннисе, каратэ, тхэквондо.
- В 1984 г. открытая Ереванская детско-юношеская и спортивная школа специализируется на олимпийских, настольном теннисе, шахматах, тхэквондо, футболе и спортивных танцах
- Детско-юношеская объединенная тактическая школа Арабкира, открытая в 1985 г., специализируется на дзюдо, самбо и олимпийской борьбе
- Ереванский спортивно-концертный комплекс, основанный в 2010 году
- Детско-юношеская шахматная школа Арабкира открылась в 2015 г.
- С 2004 г. в Арабкире работает филиал Международного фитнес-центра «Голд Джим»[8]

## Улицы, площади, парки, мосты
- проспект Комитаса
- Проспект Маршала Баграмяна
- Проспект Свободы
- улица Киевян
- Тбилисское шоссе
- улица Грачья Кочара

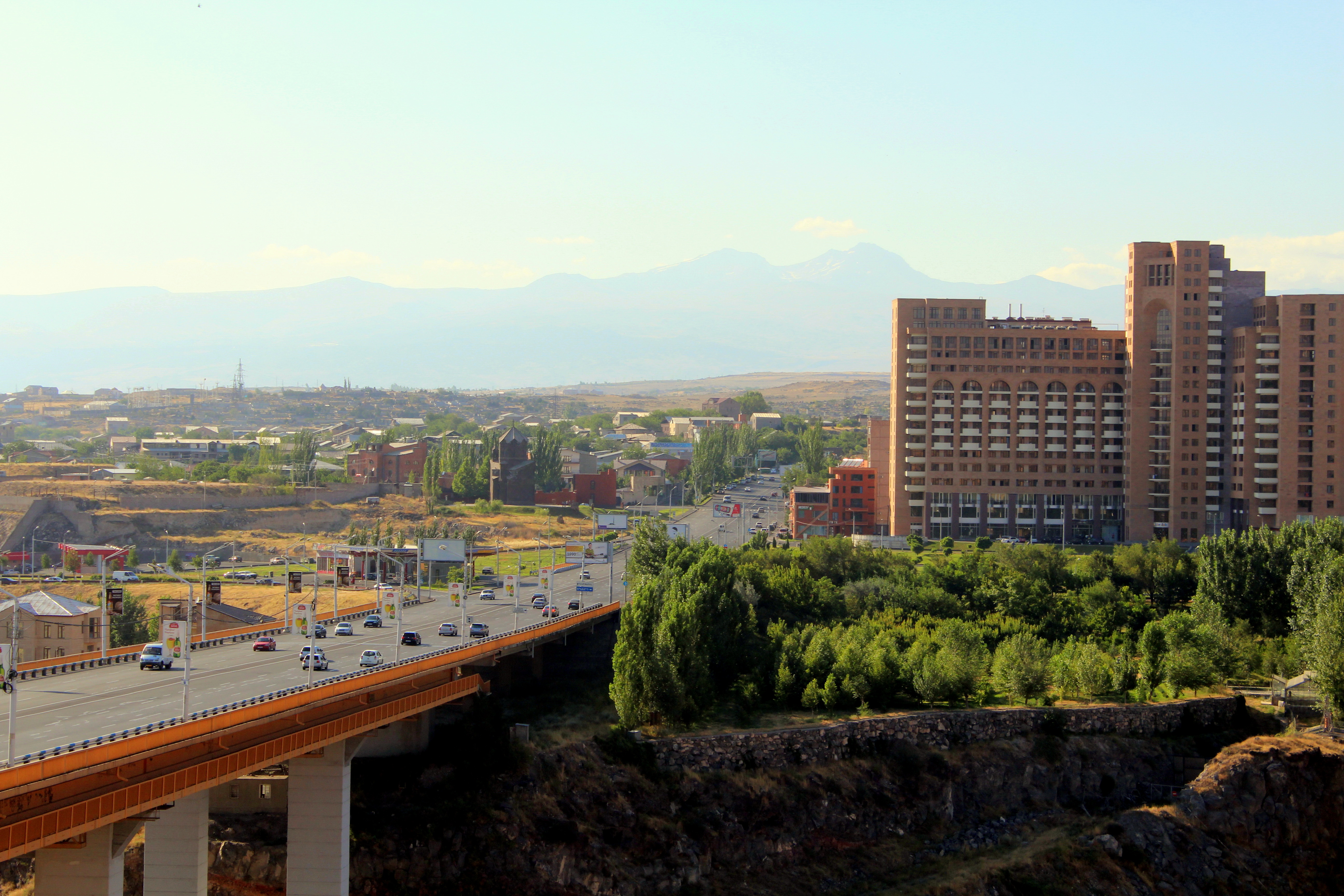
Давташенский мост
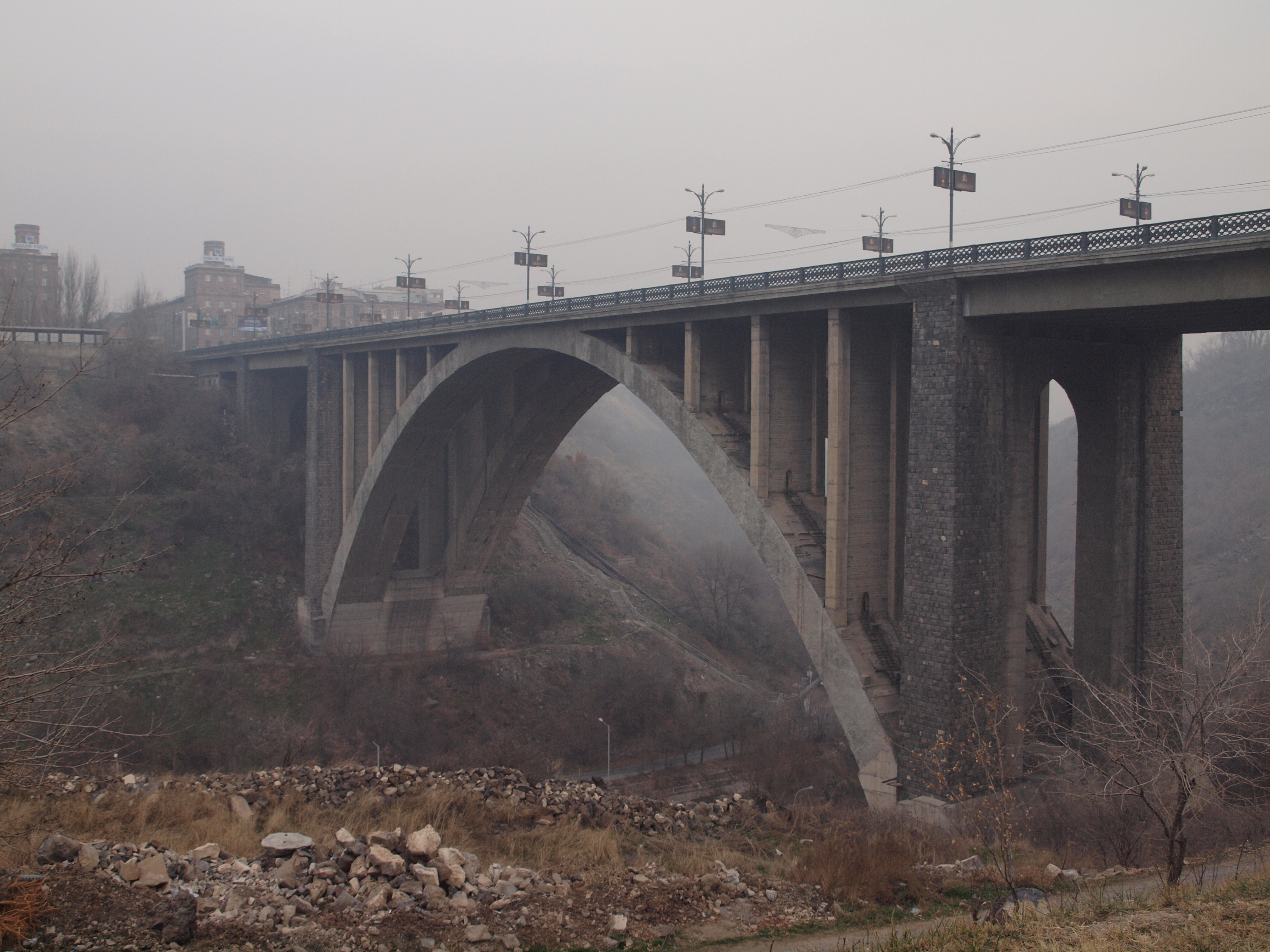
Большой Разданский мост
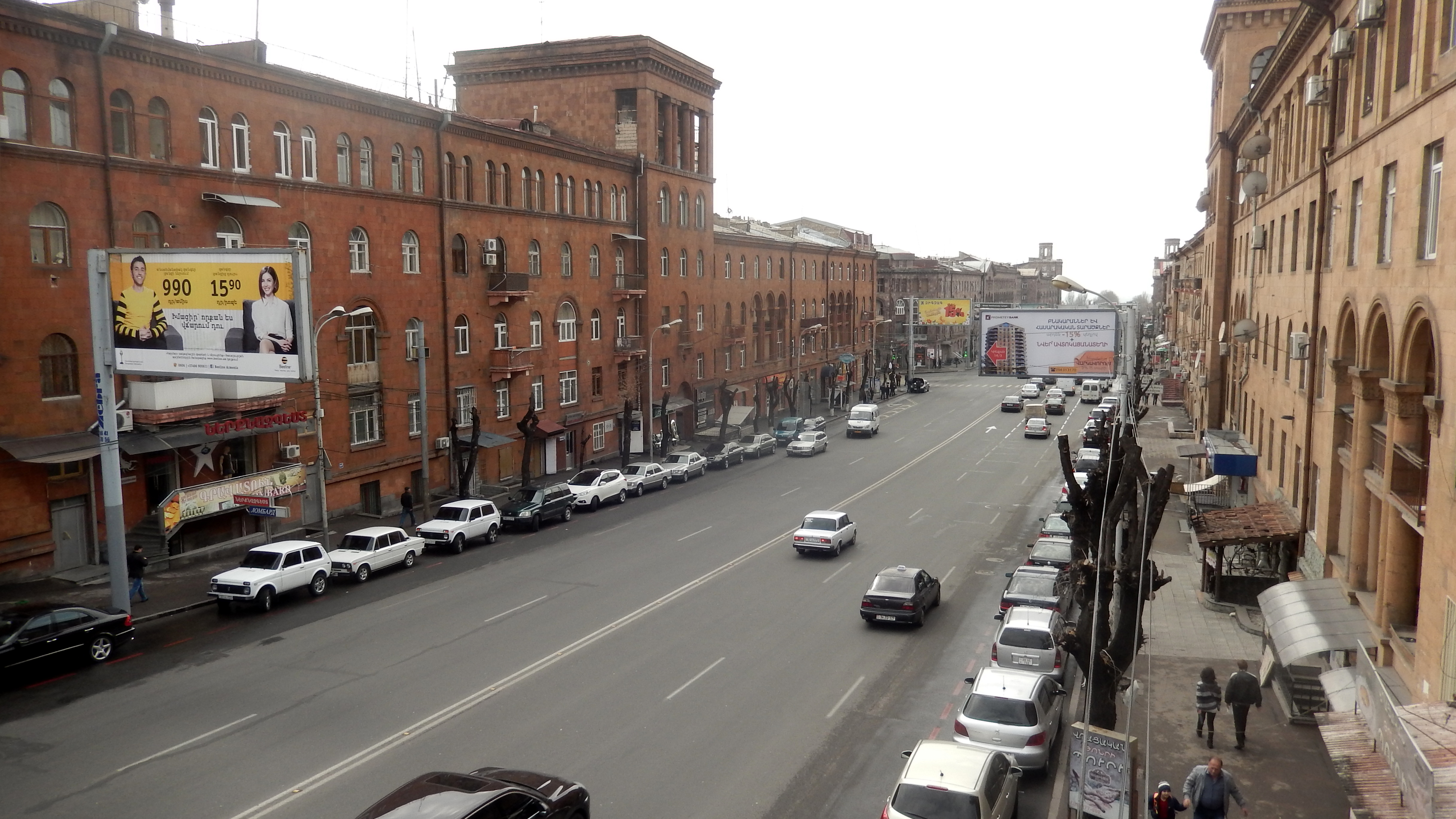
Улица Киевян
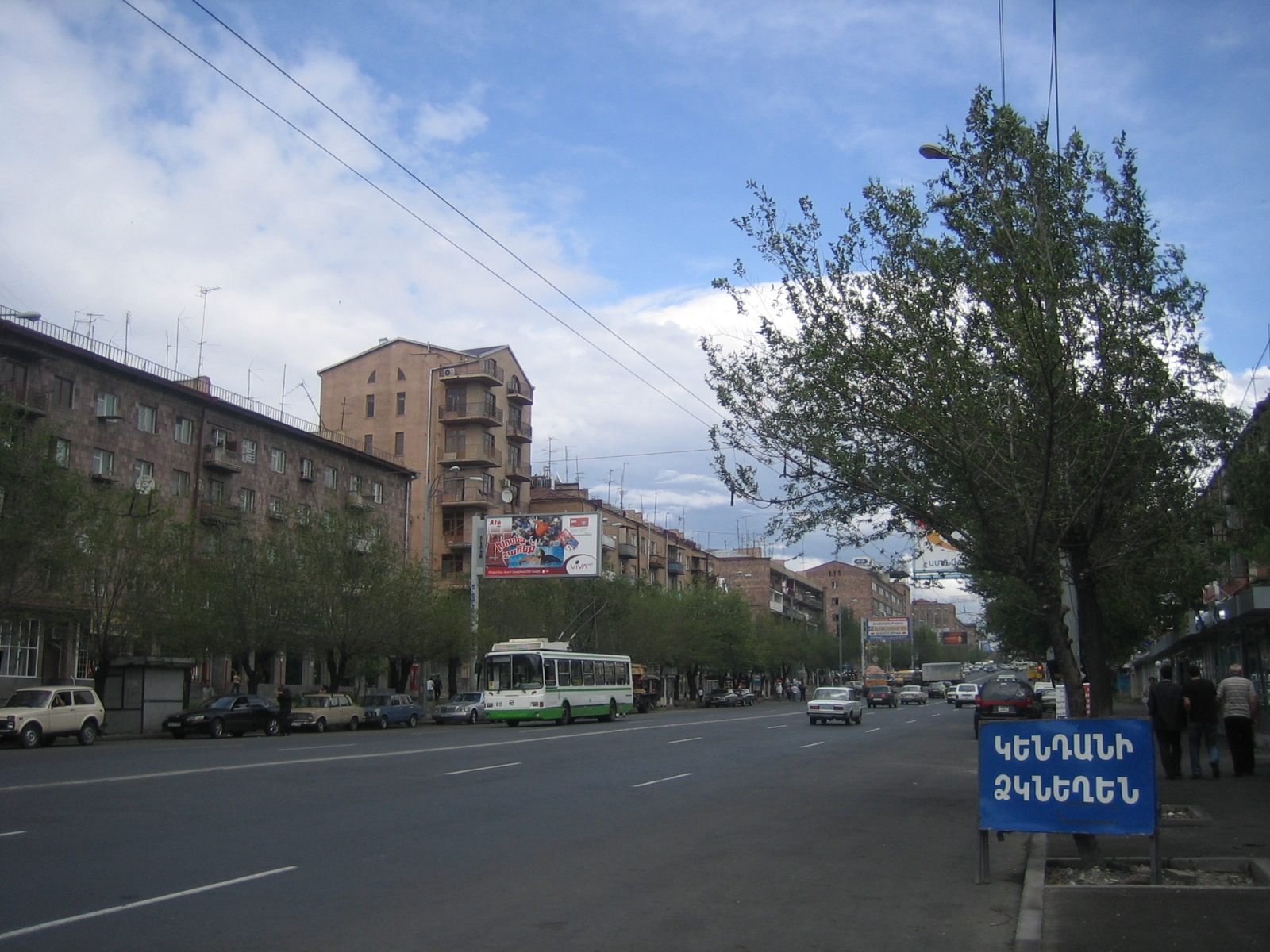
Проспект Комитаса
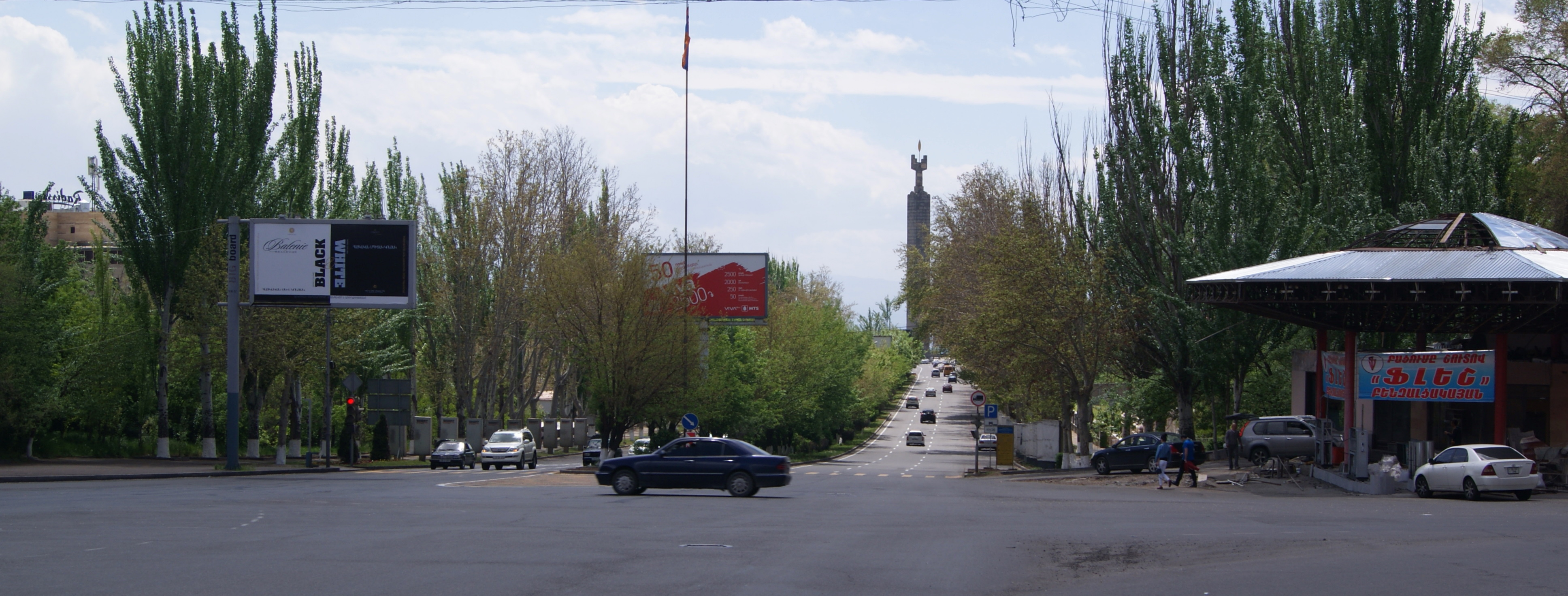
Проспект Свободы (Ереван)
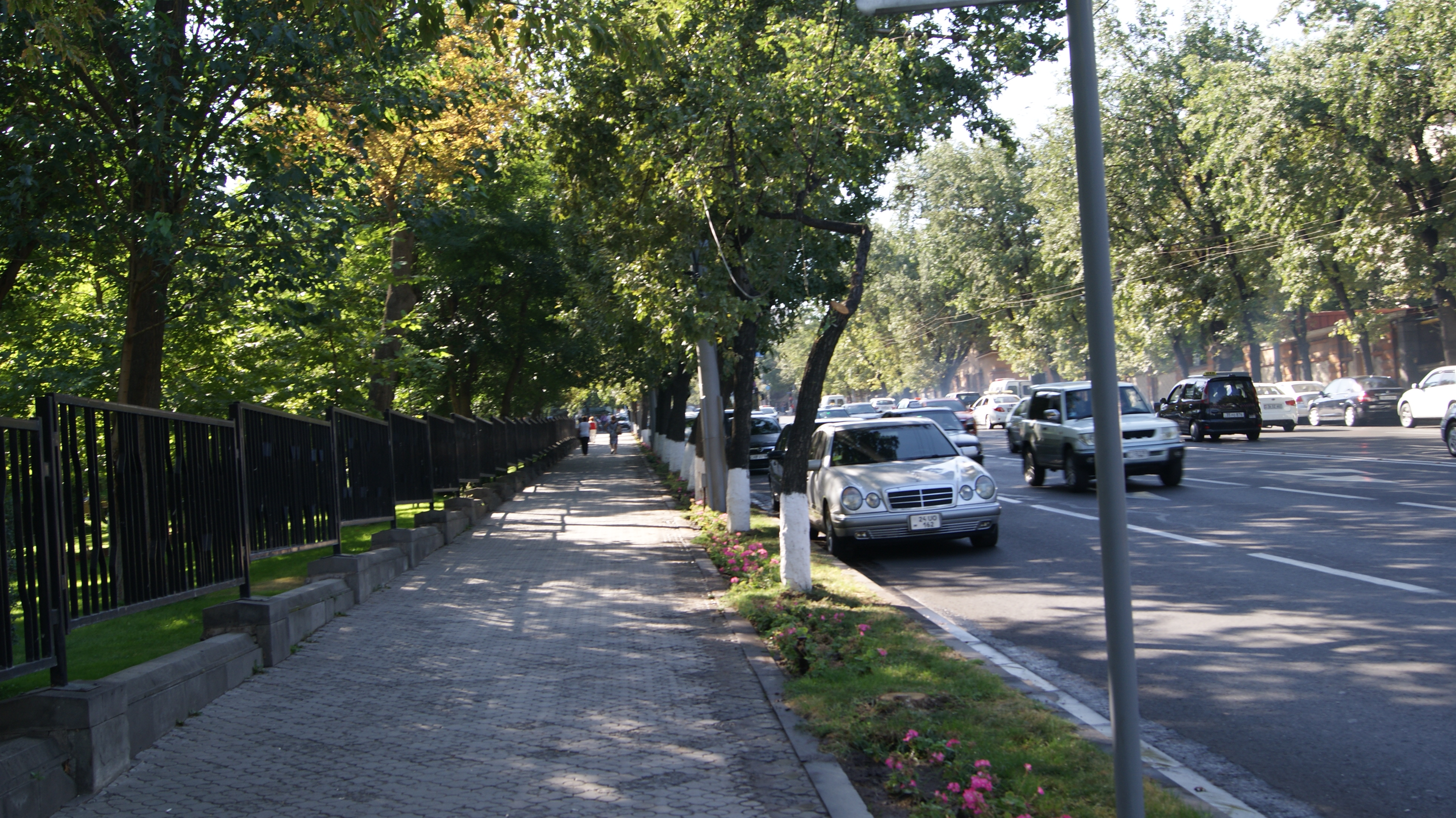
Проспект Маршала Баграмяна (Ереван)

- Парк Нор Арабкир

- Давташенский мост
- Большой Разданский мост
- Улица Киевян
- Проспект Комитаса
- Проспект Свободы (Ереван)
- Проспект Маршала Баграмяна (Ереван)

## Зиплайн
В Арабкире находится самый длинный в регионе, единственный в мире зиплайн, проходящий под мостом. Находится в парке Нор Арабкир. Зиплайн позволяет пролететь над Разданским ущельем. Длина первой линии составляет около 870 метров. Длина второй линии составляет 650 метров. Он может развивать скорость до 150 км/ч. Зиплайн соединяет общину Арабкир с общиной Ачапняк.

## Международные связи
Руководство Арабкира подписало ряд официальных соглашений со многими европейскими мэрами, в том числе:
- Ле Плесси-Робинсон, Париж, Франция, 2005 г.[10]
- Центральная община, Рига, Латвия, 2006 г.
- Дерн, Антверпен, Бельгия, 2006 г.
- Сисли, Стамбул, Турция, 2006 г.

## Панорамы

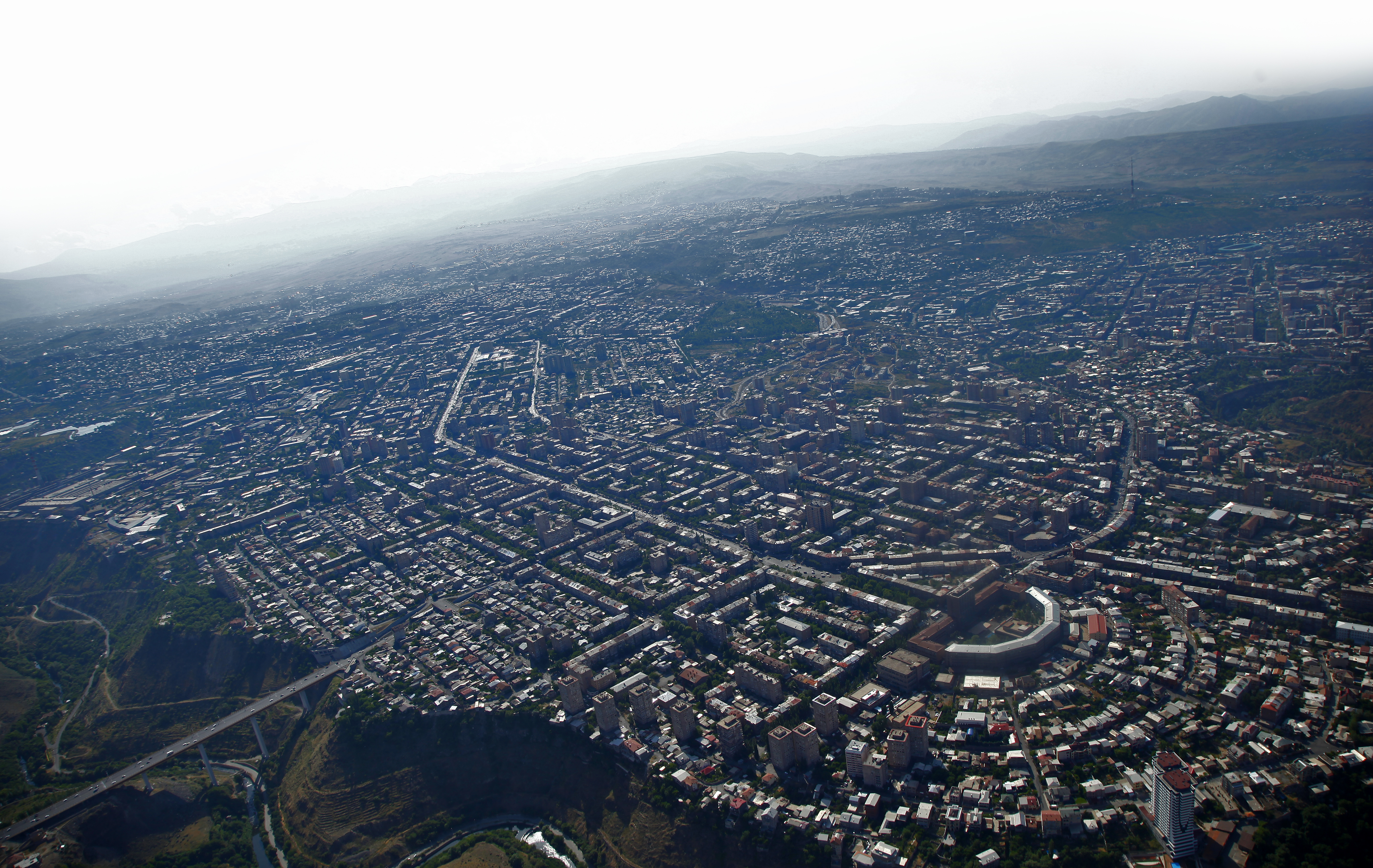
Панорама Арабкира

## Картинки

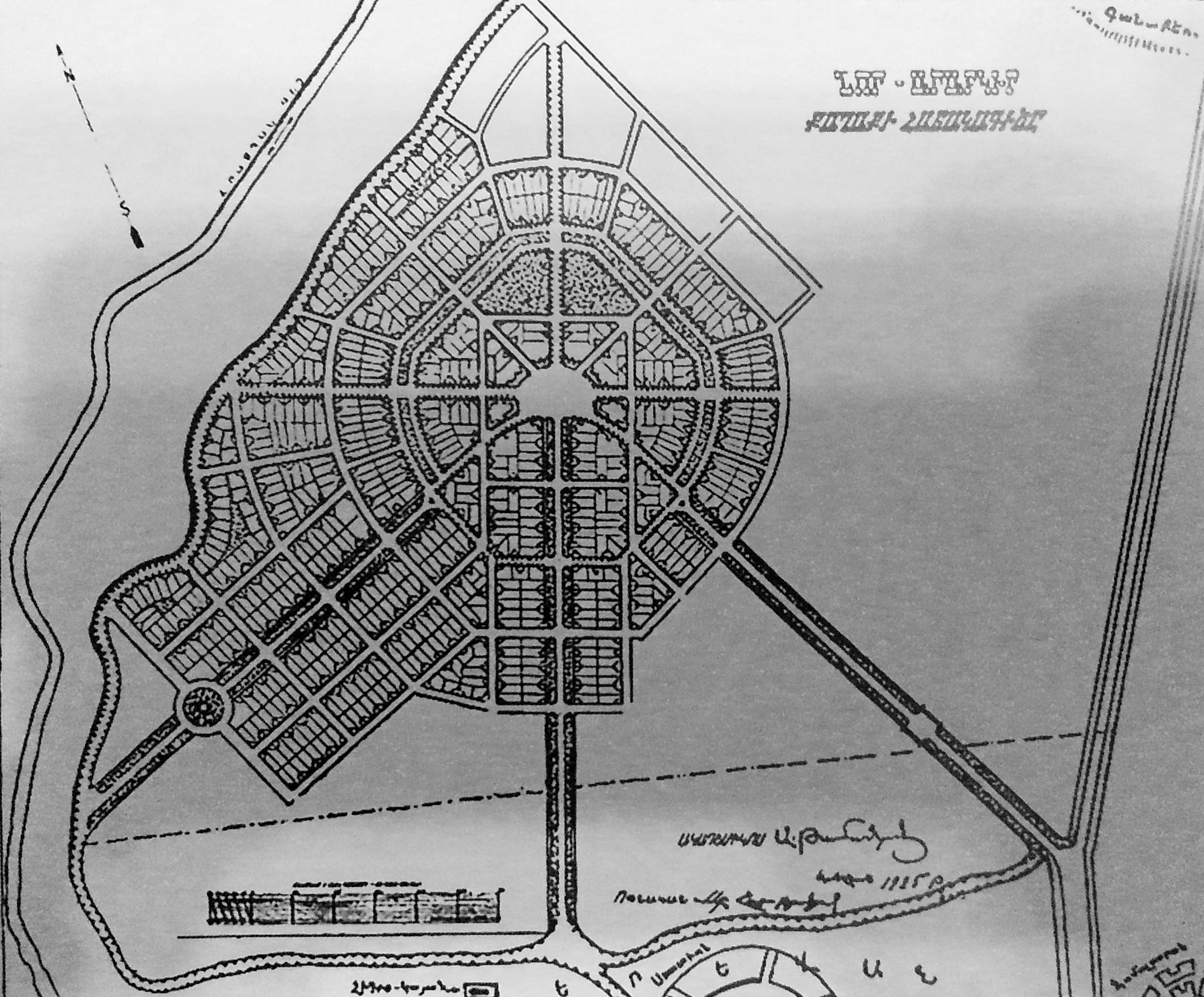
Архитектурный проект Арабкира. Автор: Александр Таманян, 1925 г.
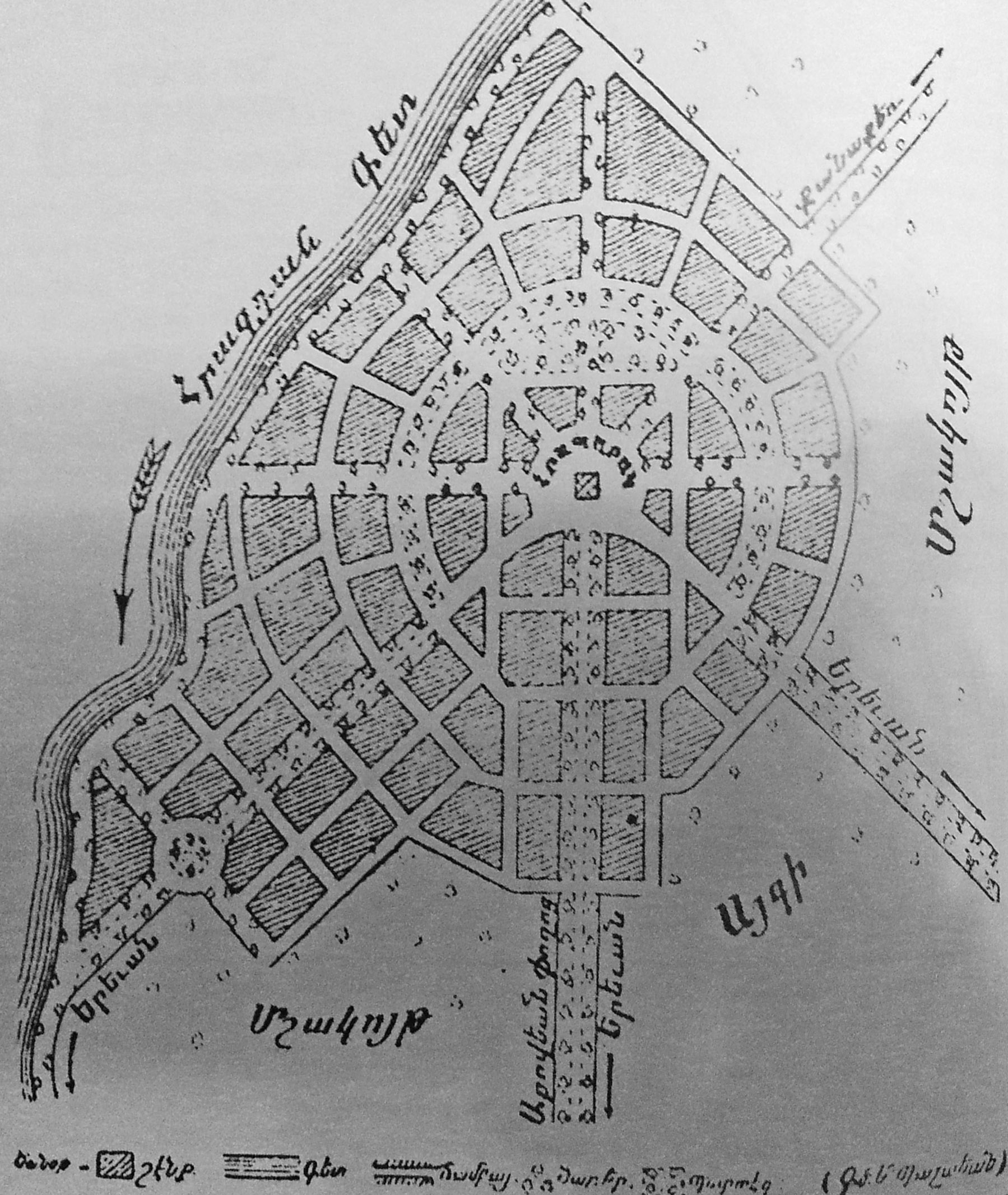
Архитектурный проект Арабкира. Автор: Худабашян
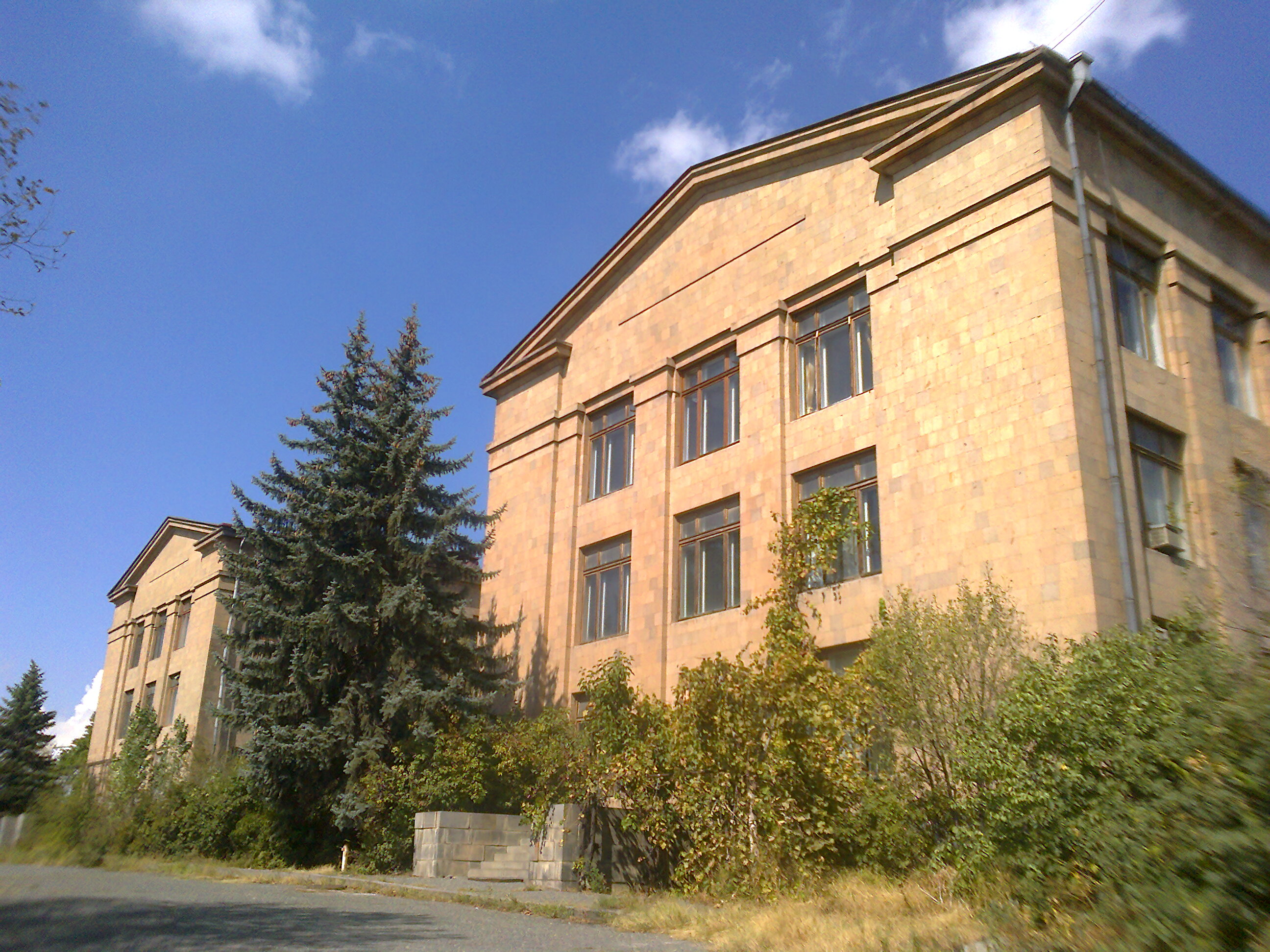
Институт тонкой органической химии
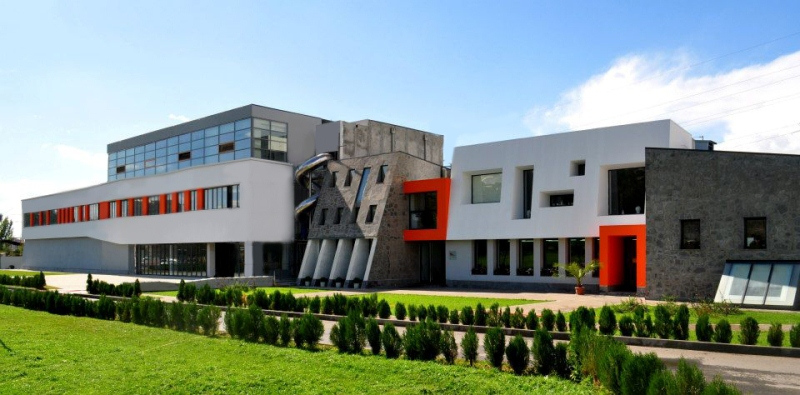
Школа «Айб» в Арабкире
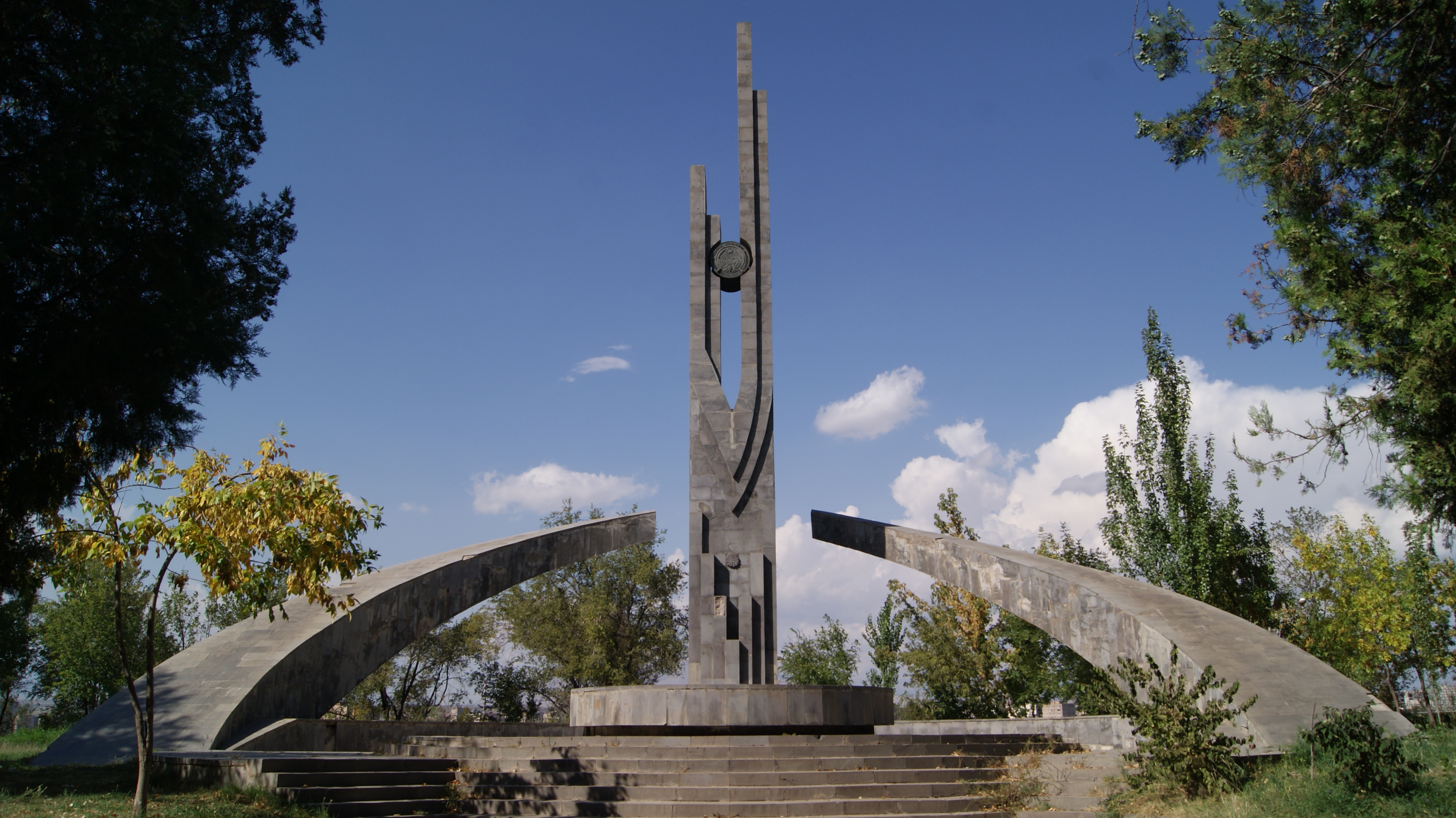
Мемориальный комплекс «Нор Арабкир»
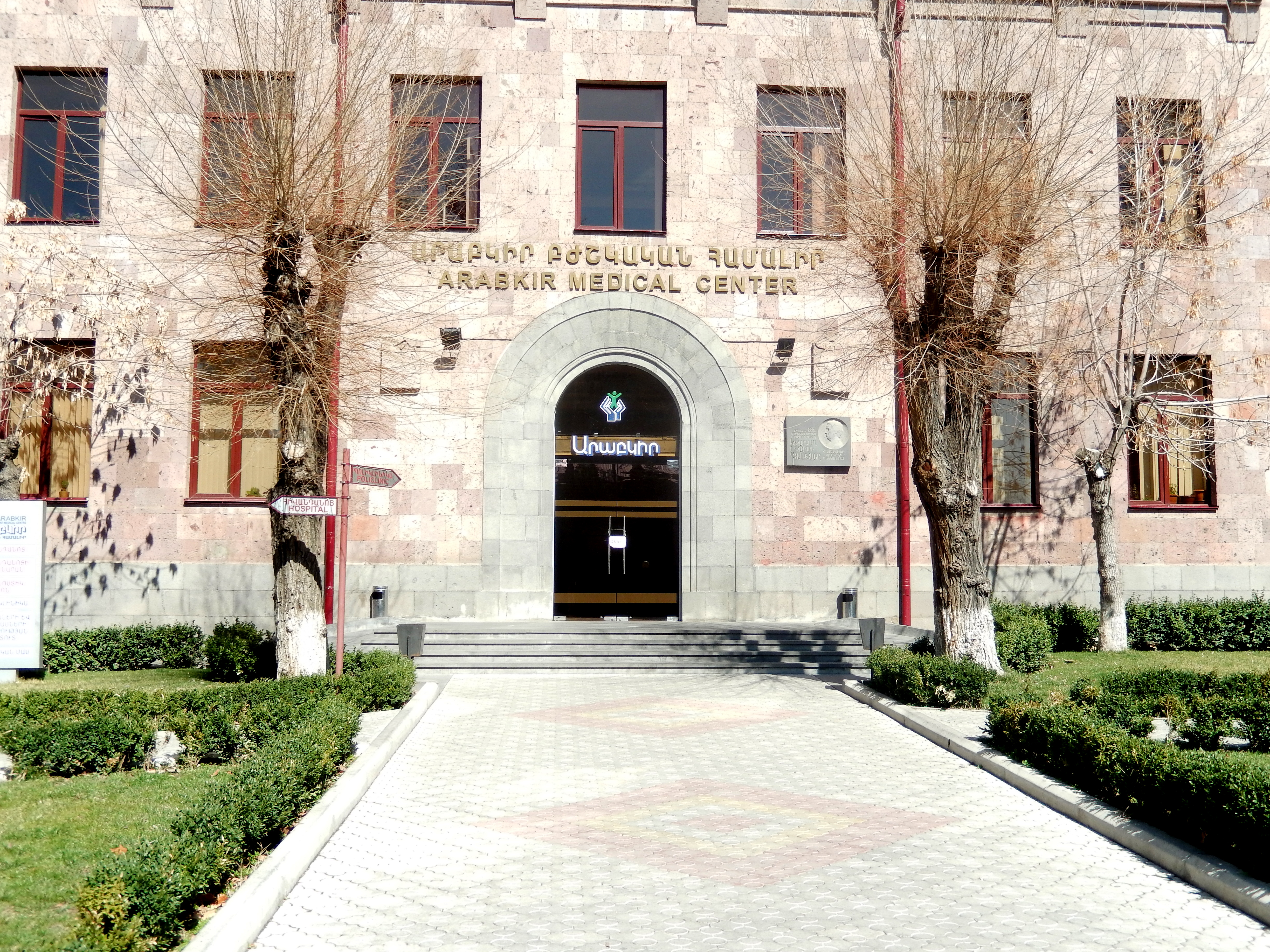
Медицинский комплекс Арабкира
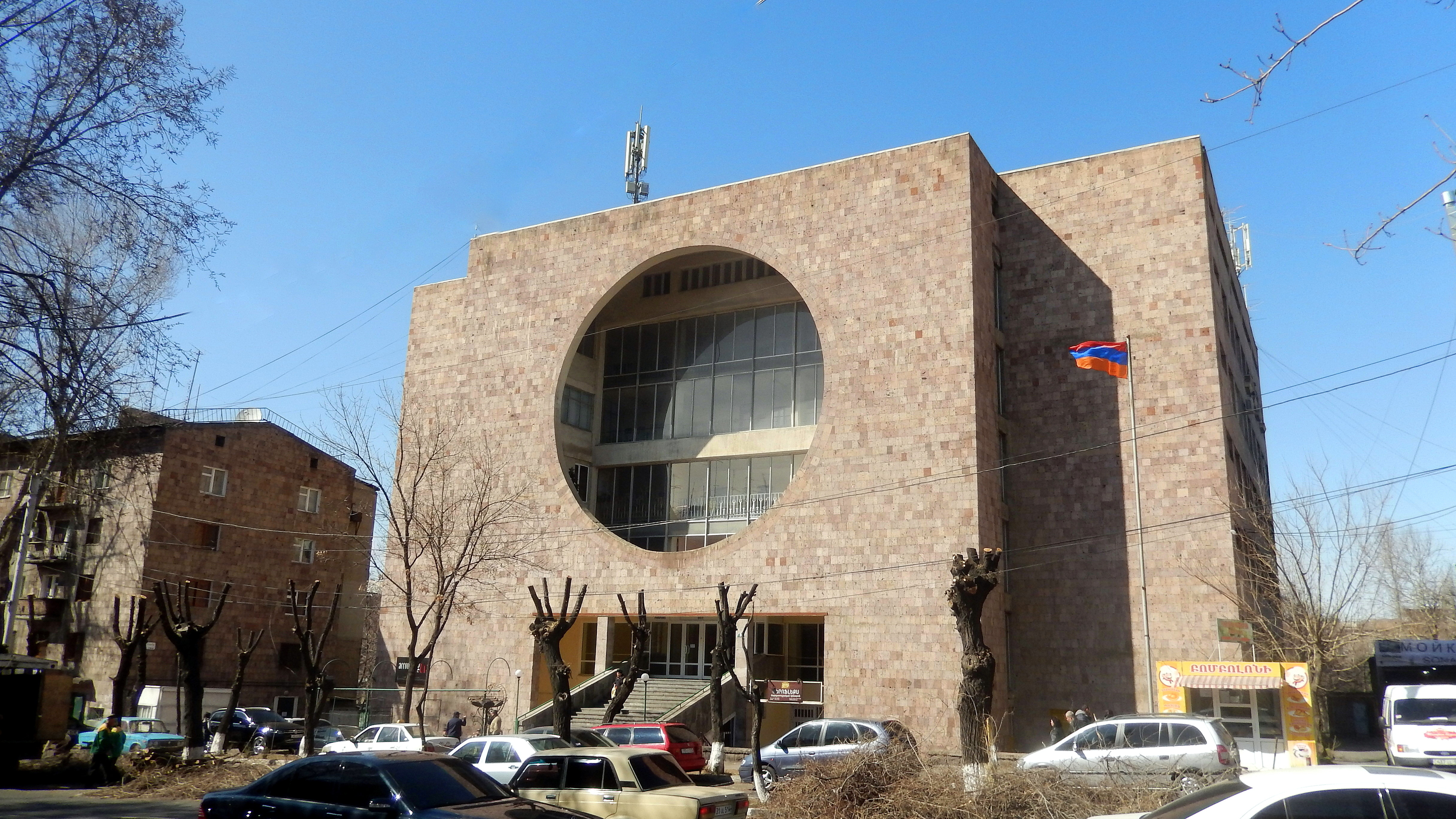
Ереванская поликлиника №11
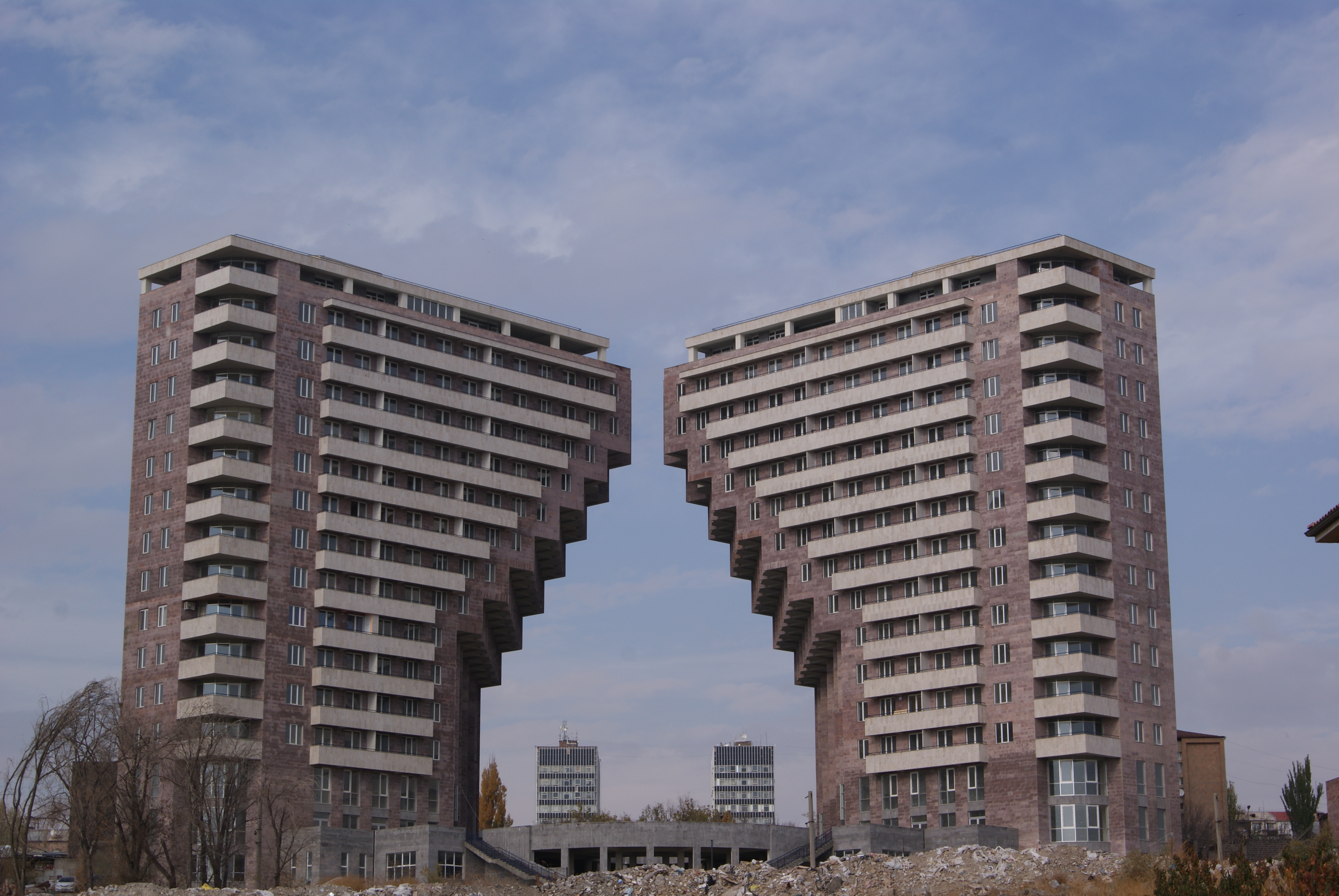
Жилой комплекс «Северный луч»
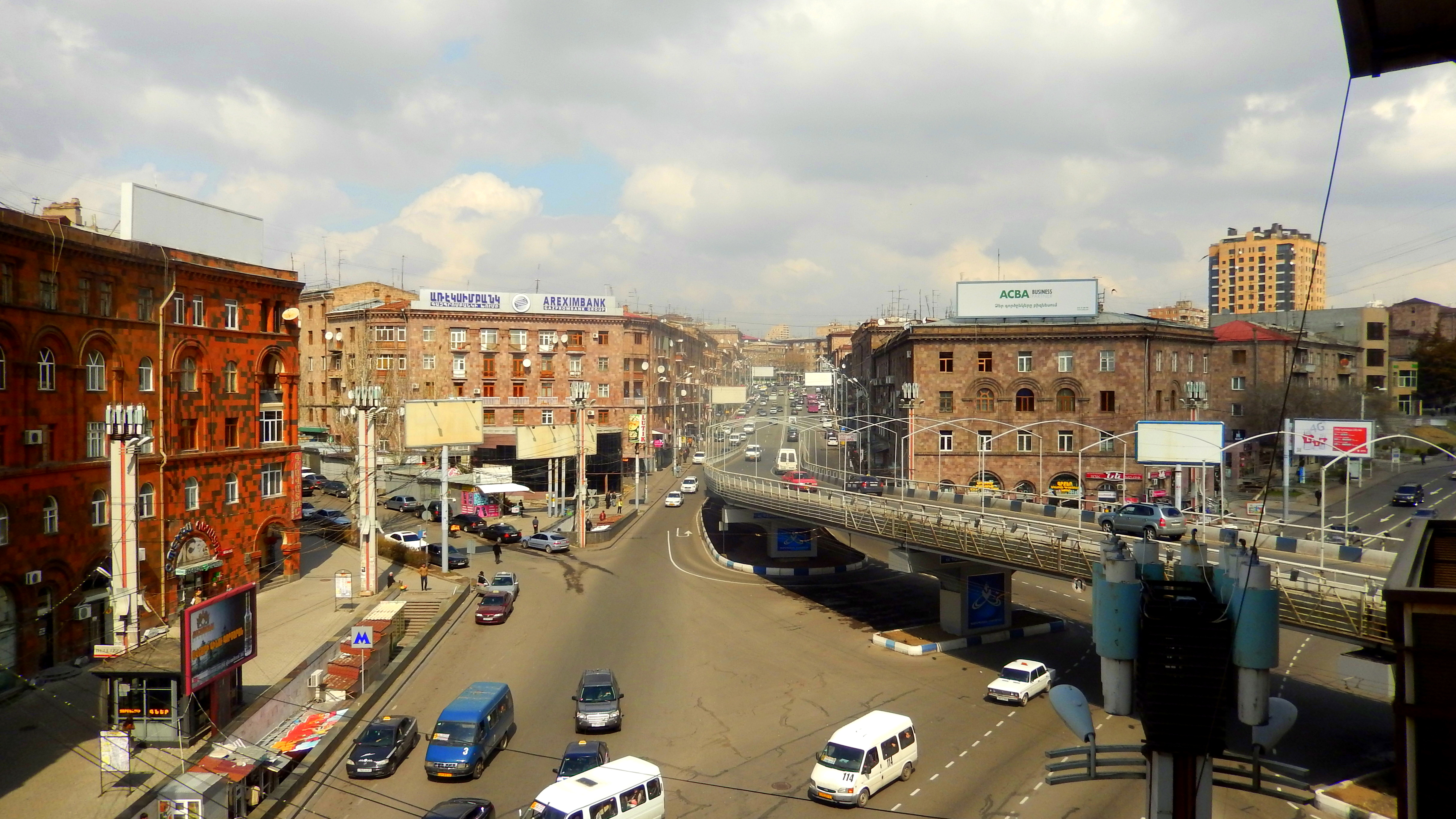
Площадь Дружбы
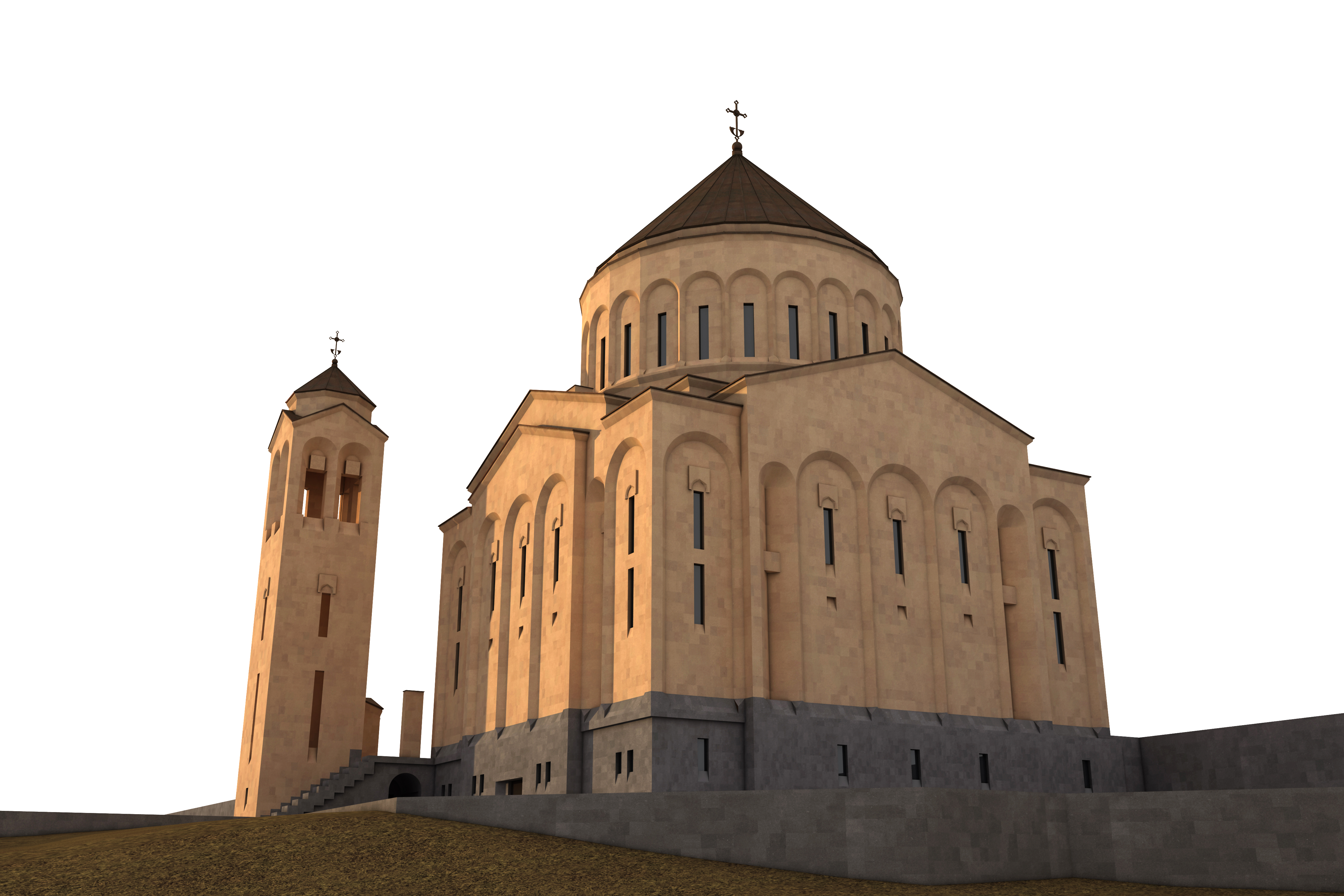
Церковь в Арабкире